# 金子智也
金子 智也（かねこ ともや、1987年10月14日 - ）は、日本のシンガーソングライター、ラジオパーソナリティ。
北海道を拠点に活動するローカルタレント。所属事務所はトリプルワン。

## 人物
北海道上川郡下川町出身。血液型はO型。
シンガーソングライターとしてのデビュー曲「手をつなごう」（2019年CDショップ大賞北海道ブロック賞を獲得）はジョブキタ（北海道アルバイト情報社）のCMソングとして長く起用された。

## 略歴
- 下川町立下川中学校時代はソフトテニス部で全道2位[5]。北海道名寄農業高等学校、札幌大学卒業[5]。
- ゆずに憧れギターを始め[6]、札幌に移住後は札幌大学の民俗音楽研究部に所属[7]。
- 2011年にロックバンド「THE BOYS&GIRLS」を結成しドラムを担当（「カネコトモヤ」名義）。2015年にビクターエンターテイメント スピードスターレコーズからメジャーデビュー[3]。そのかたわら、北海道テレビ放送「平岸我楽多団」「夜のお楽しみ寝落ちちゃん」などのローカルバラエティ番組に出演。

## ミュージックビデオ
- 金子智也「笑えばっ!」(HBC未来ソング)[8]
- 『今日ドキッ!×手を洗おう』キャンペーンソング「手を洗おう」[9]

## 音楽
- 「手をつなごう」2018年12月19日[3][10]
- 「好きで… / ありがとうおやすみ」2019年7月17日[3][11]
- 「野菜が食べたい!」2022/4/4[12]
- 「走れ！」2023/2/2

## 出演
- HBCラジオ 「After Beat〜アフタービート〜」[13]
- HBCテレビ・HBCラジオ「音楽マシマシ」[14]
- FM NORTHWAVE「ともやtoひろし」[15]

### 過去の出演
テレビ
- HBCテレビ「いまなにしてる?」[16]
- HBCテレビ「今日ドキッ!」[17]
- HTB「平岸我楽多団」
- HTB「夜のお楽しみ寝落ちちゃん」

ラジオ
- AIR-G'「KITARHYTHM」
- HBCラジオ「金子智也の朝からど～もすみません!」